# Elfriede Brümmer
Elfriede Brümmer (* vor 1972) ist eine deutsche Klassische Archäologin.
1972 wurde sie bei Heinrich Drerup an der Universität Marburg mit der Arbeit „Griechische Truhenbehälter“ promoviert. 1973–1974 erhielt sie das Reisestipendium des Deutschen Archäologischen Instituts. Anschließend bearbeitete sie einen Band des Corpus Vasorum Antiquorum Deutschland zu Beständen des Museum für Kunst und Gewerbe in Hamburg. 

## Veröffentlichungen
- Corpus Vasorum Antiquorum, Deutschland Bd. 41: Hamburg, Museum für Kunst und Gewerbe Bd. 1, C. H. Beck, München 1976. ISBN 3-406-06341-1
- Griechische Truhenbehälter. In: Jahrbuch des Deutschen Archäologischen Instituts 100, 1985, S. 1–168
- Der römische Tempel von Dmeir. Vorbericht. In: Damaszener Mitteilungen 2, 1985, S. 55–64

| Personendaten    | Personendaten                   |
| ---------------- | ------------------------------- |
| NAME             | Brümmer, Elfriede               |
| KURZBESCHREIBUNG | deutsche Klassische Archäologin |
| GEBURTSDATUM     | vor 1972                        |